# 太陽と月に背いて
『太陽と月に背いて』（たいようとつきにそむいて、英語原題：Total Eclipse）は、クリストファー・ハンプトンが1968年に発表した戯曲、および小説（黒田邦雄による日本語訳が同名で徳間文庫から1996年に刊行されている）。
フランス文学史上類いまれなる才能を持った詩人アルチュール・ランボーと、同じく詩人であったポール・ヴェルレーヌとの破滅的な愛と魂の交感を描き出す作品。1995年にハンプトン自身の脚本により、アニエスカ・ホランド監督、レオナルド・ディカプリオ主演で映画化された。

## 映画
1995年制作のイギリスの映画。

### ストーリー
パリ・コミューン崩壊後の1870年代フランス、パリ。新進気鋭の詩人として注目を集めていたヴェルレーヌの元に、一通の手紙が届く。そこには、無名の田舎青年の、衝撃的な詩が書かれていた。そして彼らはパリで出会うことを約束する。列車で上京してきたのは、まだ20歳にも満たないアルチュール・ランボーだった。この美青年は、妻子持ちのヴェルレーヌを惑わし、そして禁じられた愛欲の世界へと導いていった。

### キャスト
| 役名                   | 俳優                       | 日本語吹替 |
| ---------------------- | -------------------------- | ---------- |
| アルチュール・ランボー | レオナルド・ディカプリオ   | 三木眞一郎 |
| ポール・ヴェルレーヌ   | デヴィッド・シューリス     | 田中秀幸   |
| マチルダ               | ロマーヌ・ボーランジェ     | 平井美美   |
| イザベル・ランボー     | ドミニク・ブラン           | 井上瑤     |
| 判事                   | クリストファー・ハンプトン |            |

- その他の声の吹き替え：朝倉佐知／堀部隆一／藤夏子／円谷文彦／神谷和夫／林一夫／高瀬右光／増田ゆき／大川透／石井隆夫

## 舞台
『皆既食 -Total Eclipse-』（かいきしょく トータル・エクリプス）のタイトルで、2014年に日本で上演された。翻訳：小田島恒志、演出：蜷川幸雄。主演の岡田将生の初舞台作品となった。
- 東京公演 2014年11月7日 - 11月29日
  - 会場：Bunkamuraシアターコクーン
- 大阪公演 2014年12月4日 - 12月7日
  - 会場：シアターBRAVA!

### キャスト
- アルチュール・ランボー - 岡田将生
- ポール・ヴェルレーヌ - 生瀬勝久
- マチルダ・ヴェルレーヌ - 中越典子
- ウージェニー・クランツ - 立石凉子
- イザベル・ランボー - 土井睦月子
- 外山誠二
- 冨岡弘
- 清家栄一
- 妹尾正文
- 堀文明
- 下総源太朗
- 野口和彦
- モーテ・ド・フルールヴィル夫人 - 加茂さくら
- モーテ・ド・フルールヴィル - 辻萬長

### スタッフ
- 演出：蜷川幸雄
- 翻訳：小田島恒志
- 作：クリストファー・ハンプトン
- 演出補：井上尊晶
- 美術：中越司
- 照明：高見和義
- 音響：井上正弘
- 衣裳：黒須はな子
- ヘアメイク：鎌田直樹
- 擬闘：栗原直樹
- 演出助手：大河内直子
- 舞台監督：芳谷研
- 企画・製作：Bunkamura